# 車嶺山脈
車嶺山脈（韓語：차령산맥）是由日本人小藤文次郞在1903年提出的、一條自東北到西南斜貫朝鮮半島中部的山脈。東起江原道的五台山，西至忠清南道的保寧市—舒川郡之間，全長250公里。其他主要山峰包括雉岳山、七甲山、雞龍山等。
韓國國土研究院2004年發表的一份報告，指出半島的山脈結構是由一條單一主軸以及下面兩層的次要山脈組成，傳統觀念中的車嶺山脈實際上並不存在。